# لام تين (هونغ كونغ)
لام تين (بالإنجليزية: Lam Tin)‏ هي مستوطنة تقع في الصين في مقاطعة كوون تونغ. يقدر عدد سكانها بـ 131,000 نسمة ومساحتها 2.184 كم2 وترتفع عن سطح البحر 88.39 متر.